# TeqBlaze
TeqBlaze — сервіс провайдер програматик технологій на основі white-label. Послуги містять в собі кастомізовані платформи на стороні пропозиції (SSPs), набір із засобів розробки SDK, платформи на стороні попиту (DSPs), рекламні сервери та рекламні біржи на основі white-label.

## Історія
TeqBlaze були засновані у 2014 році як підрозділ SmartyAds. У той час компанія зосереджувалась на створенні white-label DSP для підвищення ефективності та прозорості цифрової реклами. В 2024 року компанія перетворилась на незалежну організацію.
TeqBlaze застосовує різноманітні підходи у створенні індивідуальних продуктів для клієнтів, а саме машинне навчання та штучний інтелект. Зараз компанія в основному зосереджена на функціях smart оптимізації, а саме: Механізм ціноутворення SmartFloor, Формування трафіку, SPO Toolkit, Оптимізація обсягу запитів, Адаптивна маржа, Можливості A/B-тестування.

## Співпраця
TeqBlaze є частиною спільноти Prebid, яка розробляє галузеві стандарти.
Компанія є членом IAB Tech Lab для прискорення інновацій, оптимізації операцій та надання рекламних рішень учасникам індустрії, використовуючи досвід та ресурси IAB Tech Lab.
TeqBlaze співпрацює з ID5, лідером в області рішень для ідентифікації, орієнтованих на конфіденційність для спрощення доступу до передових рекламних технологій і поширення ідентифікації по всьому ланцюжку вартості реклами.

## Нагороди та Визнання
- CEO Анастасія-Нікіта Бансал була визнана однією з Найкращих Жінок у Медіа та Ad Tech за версією AdExchanger та AdMonster, що відображає її лідерство та трансформаційний внесок в індустрію.[11]

- TeqBlaze були номіновані на звання Ad Tech Компанія Року на 2025 Global Business Tech Awards.[12]

- TeqBlaze були номіновані на премію 2025 Global Business Tech Awards за найкраще використання ШІ/інновацій — SPO Toolkit.[12]

- TeqBlaze були названі фіналістами у категорії Найкраще використання даних на 2025 Global Business Tech Awards.[12]

- TeqBlaze були названі фіналістами у категорії Технологічна угода року на 2025 Global Business Tech Awards за співпрацю з ID5 у створенні рекламних рішень, які відповідають GDPR та CCPA вимогам.[12]

- Cтали фіналістом у номінації Найкращий Інструмент Автоматизації на Digiday Technology Awards.[13][14]

- Cтали фіналістами у номінації Кращий Клієнтський Сервіс на The Wires Award.[15]